# NGC 1980
NGC 1980 (również OCL 529 lub LBN 977) – gromada otwarta powiązana z mgławicą emisyjną, znajdująca się w gwiazdozbiorze Oriona. Odkrył ją William Herschel 31 stycznia 1786 roku. Gromada ta zgrupowana jest wokół jasnej gwiazdy jota Orionis, zwanej też Hatysą, której obserwowana wielkość gwiazdowa wynosi 2,77m. NGC 1980 leży na południe od Wielkiej Mgławicy w Orionie (M42) i dla obserwatora na Ziemi częściowo się na nią nakłada.
Według badań z 2012 roku gromada ta liczy około 4-5 milionów lat i zawiera około 2000 gwiazd, co czyni ją jedną z najbardziej masywnych gromad gwiazd w Obłoku Molekularnym w Orionie. Odkryto liczną populację gwiazd ciągu głównego o typach widmowych od B do M. Według tych samych badań NGC 1980 znajduje się trochę bliżej Ziemi niż M42, lecz prędkości radialne gwiazd w obu tych obiektach są zbliżone (NGC 1980 oddala się od Słońca z prędkością ok. 24,4 km/s), co może świadczyć o ich wspólnym pochodzeniu. W NGC 1980 nie ma wyraźnego obszaru H II.